# Mamma Lucia (romanzo)
Mamma Lucia è un romanzo di Mario Puzo, pubblicato nel 1965, che narra delle drammatiche vicende di una famiglia di immigrati italiani a New York. 

## Trama
Due decenni di vita, amore e dolore nella Little Italy degli anni trenta, narrati con tenerezza e con rabbia: Lucia, rimasta due volte vedova, deve prendersi cura dei suoi sei figli (Lorenzo, Octavia, Vincenzo, Gino, Sal, Aileen).

## Trasposizioni cinematografiche e televisive
- 1988: Mamma Lucia, miniserie TV con Sophia Loren